# E. E. Smith
E. E. Smith, também conhecido por Edward Elmer Smith, Ph.D., E. E. "Doc" Smith, Doc Smith, "Skylark" Smith, e Ted (para a família), (2 de maio de 1890 - 31 de agosto de 1965) foi um engenheiro alimentar, (especializado em donuts e pastelaria) e um autor pioneiro da ficção científica norte-americana e mundial, conhecido por ter escrito, entre outras, as séries Lensman e Skylark, sendo muitas vezes referido como o pai da space opera.

## Biografia

### Família e educação
Edward Elmer Smith nasceu em Sheboygan, Wisconsin em 2 de maio de 1890 tendo como pais Fred Jay Smith e Caroline Mills Smith, ambos presbiterianos ferrenhos de ascendência britânica. A sua mãe era uma professora nascida no Michigan, em fevereiro de 1855, o seu pai era um marinheiro , nascido no Maine, em janeiro de 1855 de pai Inglês. Mudaram-se para Spokane, Washington, no inverno a seguir a Edward Elmer ter nascido, onde o Sr. Smith trabalhava como um empreiteiro, em 1900. Em 1902, a família mudou-se para Seneaquoteen, perto do rio Pend Oreille, no condado de Kootenai, Idaho. Tinha quatro irmãos, Rachel M. nascida em setembro de 1882, Daniel M. em janeiro de 1884, Maria Elizabeth em fevereiro de 1886 (todos nascidos no Michigan) e Walter E. nascido em junho de 1891 em Washington. Em 1910, Fred e Caroline Smith e o seu filho Walter moravam no distrito de Markham no condado de Bonner, Idaho, Fred aparece inscrito nos registos de recenseamento como agricultor
Smith iniciou a sua carreira profissional, como trabalhador braçal até à altura em que se aleijou no pulso, aos 19 anos de idade, ao fugir de um incêndio. Entrou para a escola preparatória em 1907, e graduou-se em Engenharia Química no ano de 1914, na Universidade de Idaho onde, em 1984, passou a integrar a University of Idaho Alumni Hall of Fame. Foi presidente do Clube de Química, do Clube de Xadrez, do Clube de bandolim e guitarra e capitão da equipe de "Drill and Rifle". Também foi cantor, como baixo, em operetas de Gilbert e Sullivan.  A sua tese de graduação foi Some Clays of Idaho (algumas argilas do Idaho), em co-autoria com o colega Fowler Chester Smith, que morreu na Califórnia de tuberculose no ano seguinte, após ganhar uma bolsa de estudo, em Berkeley.
Casou-se com Jeanne Craig MacDougall, a irmã do seu colega de faculdade, Allen Scott (Scotty) MacDougall (a sua irmã chamava-se Clarissa MacLean MacDougall, a heroína da série Lensman, mais tarde chamada de Clarissa MacDougall) a 5 de outubro de 1915, em Boise, Idaho. Jeanne MacDougall nasceu em Glasgow, na Escócia, os seus pais eram Donald Scott MacDougall, um violinista, e Jessica Craig MacLean. O seu pai havia-se mudado para Boise, Idaho, quando os filhos eram jovens e posteriormente chamou a família para ao pé dele, morrendo enquanto eles estavam a caminho em 1905. A mãe de Jeanne, casou-se com o empresário e político aposentado John F. Kessler em 1914 trabalhou durante uns tempos e depois tornou-se proprietária de uma pensão em Ridenbaugh Street.
Os Smith tiveram três filhos:
- Roderick N., nascido em 3 de junho de 1918 no distrito de Colúmbia (empregado como engenheiro na Lockheed).
- Verna Jean (mais tarde Verna Trestrail Smith), nascida em 25 de agosto de 1920, no Michigan, foi executora literária de seu pai até à sua morte, em 1994 (o seu filho Kim Trestrail é agora o atual executor[13]). Em 1982 Robert A. Heinlein dedicou a sua novela Friday em parte a Verna.[14]
- Clarissa M.(posteriormente Clarissa Wilcox), nasceu em 13 de dezembro de 1921 no Michigan.[15]

### Skylark

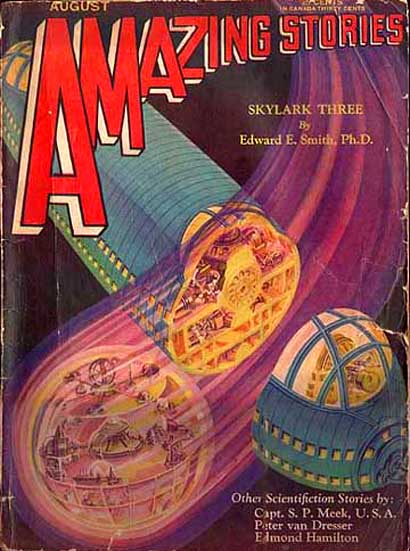
Primeira publicação de Skylark Three, Amazing Stories,

Uma noite em 1915, enquanto os Smiths estavam de visita a um antigo colega da Universidade de Idaho, Dr. Carl Garby, que também vivia em Washington perto deles nos Seaton Place Apartments com a sua esposa Lee Hawkins Garby, surgiu uma longa discussão sobre viagens no espaço profundo. Foi sugerido a Smith que ele deveria anotar as suas ideias e especulações como uma história sobre viagens interplanetárias. Apesar de interessado, ele sentia que seria necessário, alguma quantidade de elementos românticos, tarefa em que se sentia desconfortável, devido a isso, a Sra. Garby ofereceu-se para cuidar dos diálogos amorosos e das partes românticas e Smith finalmente decidiu fazer uma tentativa, nascendo dessa forma Skylark.
A fonte de inspiração para os personagens principais do romance foram eles próprios. Os Seatons foram baseados nos Smiths enquanto os Cranes eram baseados nos Garbys. Cerca de um terço de Skylark foi concluída no final de 1916, período em que gradualmente foi abandonando a sua escrita.
Foi mais tarde, em 1919, depois de se mudar para o Michigan, uma noite, Smith estava a tomar conta do seu filho (presumivelmente Roderick), enquanto a sua esposa assistia a um filme, que retomou a escrita de Skylark, terminando-o na primavera de 1920. Depois de terminada, apresentou Skylark a muitas editoras de livros e revistas, gastando mais em portes de correio do que aquilo que acabaria por receber pela sua publicação. Em 1922, recebeu uma carta de rejeição de Bob Davis, editor da Argosy, dizendo que, pessoalmente, gostava da novela, mas que era muito complexa para os seus leitores. Smith começou a trabalhar na sequela, Skylark III, antes do primeiro livro ter sido aceite e, finalmente, ao ver a edição de abril de 1927 da Amazing Stories, enviou-lhes a novela, tendo sido aceite, recebendo inicialmente, 75 dólares, valor que posteriormente foi aumentado para 125 dólares. Skilark  foi publicado no número de Agosto/Outubro de 1928. Foi um sucesso tão grande que o editor-chefe T. O'Conor Sloane solicitou uma sequela antes da segunda parte ter sido publicada.
No entanto a Sra. Garby não estava interessado em colaborar mais, pelo que o Smith começou a trabalhar no Skylark Three por conta própria. Foi publicado na Amazing Stories entre Agosto e outubro de 1930 (em 1930, os Smiths estavam a viver em Michigan, no nº 33 Rippon Avenue, em Hillsdale.). Os seus planos para a série terminavam aí e Smith não fazia intenções de a continuar, pelo que foi louvado pela Amazing Stories e foi pago a 4/3 centavos de dólar por palavra, ultrapassando o recorde anterior da Amazing Stories de meio centavo.
No Skylark do Espaço, Richard Seaton, inventa um mecanismo, de movimentação interplanetária, e posteriormente  inter-estelar, sendo apanhado, na eterna rivalidade, entre o amor e a riqueza, com a igualmente brilhante Duquesne, uma genial criminosa; as suas batalhas estende-se entre as estrelas, enquanto recrutam, e periodicamente eliminam, extraterrestres aliados, de uma progressiva estranheza.

### Lensman
Em janeiro de 1936 Smith começou a trabalhar na empresa de Donuts Dawn Doughnut Company de Jackson, Michigan, por ganhar mais aí do que a escrever livros.
Smith já tinha pensado escrever um "romance policial passado no espaço" desde 1927 e, uma vez que já tinha o “universo de Lensmen” muito bem criado, releu a sua coleção de ficção científica e de "políciais”, para desenvolver essa ideia. Ele cita Clinton Constantinescu em "War of the Universe" como um exemplo negativo e Starzl e Williamson como positivos. Tremaine reagiu muito positivamente a uma breve descrição da ideia.
Os livros de Lensman começaram como uma descrição das aventuras, de Kimball Kinnison da Patrulha Galáctica, e seus vários colegas policiais, humanos e não só, findando num cenário apocalíptico, em que toda a história humana, e alienígena é manipulada, por bons e maus extraterrestres, através de milhões de anos; eventualmente a criança-mutante Kinnison destrói os maus Eddorians, deixando cair vários planetas sobre eles.

### Lord Tedric

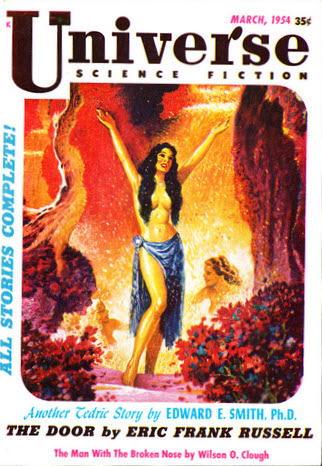
Capa de Universe Science Fiction (março de 1954).

Smith duas novelas publicada "Tedric" em Other Worlds Science Fiction Stories (1953) e "Lord Tedric" em Universe Science Fiction (1954). e que foram praticamente esquecidas.
Anos mais tarde, 13 anos após a morte de E. E, Smith, Gordon Eklund publicou as novelas, apresentando-a como "uma nova série concebida por E. E. 'Doc' Smith". Eklund mais tarde passou a publicar os outros livros da série, sob o pseudónimo de "E. E. 'Doc' Smith" ou "E. E. Smith". O protagonista possui qualidades heróicas semelhantes aos heróis dos romances originais de E. E. Smith e tem a capacidade de comunicar com uma raça extra-dimensional de seres conhecidos como “Os Cientistas”, cujo arqui-inimigo é Fra Villion, um personagem misterioso descrito como um cavaleiro negro, hábil no combate de chicote-espada e o génio do mal por trás da criação de uma esfera de ferro do tamanho de um planetóide "armada com uma arma capaz de destruir planetas”. Como resultado, o Smith é considerado por muitos como o progenitor não confirmado de temas padrão que aparecem em Star Wars. Na verdade, no entanto, estas características aparecem nas continuações escritas por outras pessoas após a morte de Smith.

## Influência
Foi considerado uma das forças dominantes, da ficção científica nos anos 30 e 40, continuando a escrever, nos anos 60.
Muitos milhares de leitores foram introduzidos, na ficção científica, com a clássica série, Lensman de E. E. Doc Smith; para todo eles, o mundo pareceu mais sombrio quando se aperceberam, que não havia continuação, da história de Kimball Kinnison da Patrulha Galáctica.
William B. Ellern decidiu, que já chegava de nostalgia, submetendo o material ao velho mestre, pediu permissão para continuar a série. O resultado é o novo Lensman, uma novela que recria e conduz o leitor, de volta ao universo de Lensman, esse extravagante e inesquecível universo de conquistas intergalácticas e intrigas.

### Série: Lensman
1. Triplanetary (1934) Triplanetária
2. First Lensman (1950) O Planeta Secreto
3. Galactic Patrol (1950) Patrulha Galáctica
4. Gray Lensman (1951) Heróis Galácticos
5. Second Stage Lensman (1953) A Lei do Espaço
6. Children of the Lens (1954) Os Filhos do Cosmos
7. The Vortex Blaster (1960) aka Masters of the Vortex Os Senhores do Vórtice
8. New Lensman (1976) by William B. Ellern (escrito a partir das suas notas, manuscritos não publicados ou baseados em trabalhos anteriores)

### Trilogia Stage Lensman
- The Dragon Lensman(1980) por David A. Kyle
- Lensman from Rigel(1982) por David A. Kyle
- Z-Lensman (1983) por David A. Kyle

### Série: Skylark
1. The Skylark of Space (1946)
2. Skylark Three (1948)
3. Skylark of Valeron (1949)
4. Skylark DuQuesne (1966)

### Série: Subspace
1. Subspace Explorers (1965)
2. Subspace Encounter (1983)

### Série: Family d'Alembert
- Co-autoria com Stephen Goldin

1. Imperial Stars (1976)
2. Stranglers' Moon (1976)
3. The Clockwork Traitor (1976)
4. Getaway World (1977)
5. Appointment at Bloodstar (1978)  aka The Bloodstar Conspiracy
6. The Purity Plot (1978)
7. Planet of Treachery (1981)
8. Eclipsing Binaries (1983)
9. The Omicron Invasion (1984)
10. Revolt of the Galaxy (1985)

### Série: Lord Tedric
- Co-autoria com Gordon Eklund

1. Lord Tedric (1978) [Lorde Tedric]
2. The Space Pirates (1979) [Piratas do Espaço]
3. Black Knight of the Iron Sphere (1979) [O Cavaleiro Negro]
4. Alien Realms (1980) [Regiões Estranhas]

### Novelas
- Spacehounds of IPC (1947) [Os Caçadores do Espaço]
- The Galaxy Primes (1965)
- Masters of Space (1976) (with E Everett Evans)

## Prémios
- Hugo Best Novel nominee (1966) : Skylark DuQuesne